# ویلامت چیف (پاروزن عقب کشتی)
ویلامت چیف (پاروزن عقب کشتی) (به انگلیسی: Willamette Chief (sternwheeler)) یک کشتی بود که طول آن ۱۶۳ فوت (۴۹٫۷ متر) بود.